# Aeropuerto de Fakarava
El aeródromo de Fakarava (código AITA : FAV • código OACI : NTGF) es un aeródromo en el atolón de Fakarava en el archipiélago de las Tuamotu en Polinesia Francesa.

## Compañías y destinos
- Air Tahiti (Tahití)

- Datos: Q3545228